# Либушнє
Либушнє (словен. Libušnje) — мале поселення в общині Кобарид, Регіон Горишка, Словенія. Висота над рівнем моря: 412,6 м. Помісна церква, присвячена Святому Духові, була збудована в 1753 році.